# Faas Eliaslaan 6
Woning Faas Eliaslaan 6 is een gemeentelijk monument in Baarn in de provincie Utrecht. Het huis staat op het vroegere terrein van het landgoed Schoonoord. Achter het huis staat nog een tuinhuis dat bij villa Schoonoord heeft gehoord.
Het pand heeft ver overstekende daken. Een van de dakkapellen heeft een lessenaarsdak. Het gebouw is rijk versierd door het gedetailleerde gebruik van gele bakstenen. Tot 2000 was achter het pand kwekerij Jansen gevestigd. Begin 21e eeuw is het terrein bebouwd en werd links van het huis de ontsluitingsweg naar het Faas Eliashof aangelegd.